# 대방광불화엄경보현행원품
대방광불화엄경보현행원품(大方廣佛華嚴經普賢行願品)은 충청북도 단양군 영춘면 구인사에 있는 조선시대의 불경이다. 2009년 7월 3일 충청북도의 유형문화재 제302호로 지정되었다.

## 개요
대방광불화엄경은 줄여서 '화엄경'이라고 부르기도 하는데, 우리나라 화엄종의 근본경전으로, 부처와 중생은 둘이 아니라 하나임을 기본 사상으로 하고 있다.
화엄경의 보현행원품(普賢行願品)만을 별도로 편집한 것으로 해탈의 세계에 들어가기 위한 보현보살의 실천과 염원을 담고 있으며, 화엄경 중에서도 판각이 제일 성행하였던 부분이다.
이 판본은 을유자(乙酉字)로 세조연간(1455～1468)에 간행한 금속활자본이다.
을유자(乙酉字)는 원각경 등 불경을 인출하기 위해 세조의 명을 받아 정란종의 글씨를 자본(字本)으로 주조한 큰 자, 중간 자, 작은 자의 동활자인데 자체가 고르지 않아 별로 이용되지 않았던 활자였다.
사주단변(四周單邊)으로 반곽의 크기는 17.5cm×10.9cm로 무계(無界), 8행 17자로 주는 쌍행(雙行)이다. 백구(白口)이며 상하내향흑어미(上下內向黑魚尾)가 있다. 책은 23.6cm×14.1cm 크기이다. 1권 1책으로 전체적인 상태는 양호하다.
권두제는 대방광불화엄경입부사의해탈경계보현행원품(大方廣佛華嚴經入不思議解脫境界普賢行願品), 판심제는 행원(行願)이다. 부(附)는 속질만보현타라니(速疾滿普賢陀羅尼)이다.
대방광불화엄경보현행원품(大方廣佛華嚴經普賢行願品)은 을유자(乙酉字) 금속활자본(金屬活字本)으로 조선 전기의 금속활자 인쇄술과 서지학 연구에 귀중한 자료이다.
을유자(乙酉字)는 세조 11년(1465)에 만든 활자인데 그 판본은 매우 드물다.

## 참고 자료
- 대방광불화엄경보현행원품 - 국가유산청 국가유산포털